# Coup d'État de 2023 au Gabon
Le coup d'État de 2023 au Gabon intervient le 30 août 2023. Dans un contexte de contestation des résultats de l'élection présidentielle et de tensions politiques, le pays connaît un coup d'État militaire qui renverse le président réélu, Ali Bongo, dont la victoire controversée à l'élection venait d'être annoncée.
Une douzaine de militaires de plusieurs corps des forces armées gabonaises déclarent sur la chaîne de télévision Gabon 24 l'annulation des élections et la dissolution des institutions. Qualifiant les résultats du scrutin de « tronqués », ils annoncent la mise en place d'un Comité pour la transition et la restauration des institutions (CTRI), afin de mettre « fin au régime en place ».
Le général Brice Oligui Nguema, chef de la garde républicaine, est désigné président de la Transition, tandis qu'Ali Bongo est placé en résidence surveillée. Son fils, Noureddin Bongo Valentin, est quant à lui accusé de haute trahison. L'annonce du coup d’État suscite une liesse populaire dans la capitale Libreville ainsi que dans d'autres villes dont Port-Gentil.

## Contexte

### Présidence d'Ali Bongo

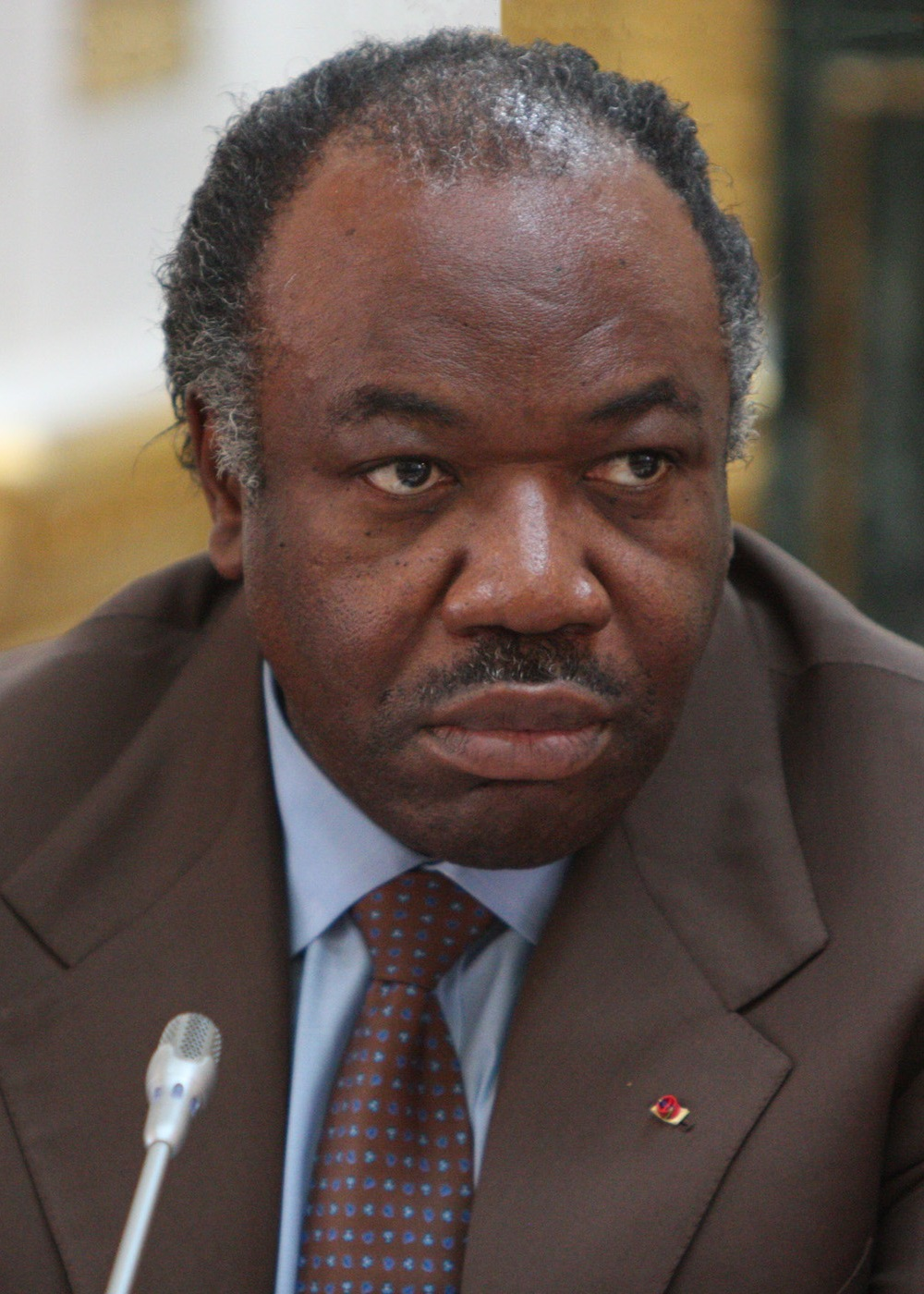
Ali Bongo (ici en 2012), président de la République depuis 2009.

La mort du président Omar Bongo en juin 2009 après quarante-deux ans d'un pouvoir autoritaire provoque une succession dynastique à la tête de l’État, malgré le caractère républicain de la Constitution gabonaise. Son fils, Ali Bongo, est ainsi élu deux mois plus tard, après avoir pris la tête du parti de son père, le Parti démocratique gabonais (PDG).
Ce premier septennat est suivi de la candidature d'Ali Bongo à l'élection présidentielle d'août 2016, qui se révèle extrêmement serrée. Une grande partie de l'opposition réunie dans le Front uni de l'opposition pour l'alternance se rallie en effet derrière un candidat unique, Jean Ping, une première dans un pays où l'opposition est « historiquement faible, mal organisée, et souvent prête à pactiser avec le pouvoir ». Ancien directeur de cabinet puis ministre d'Omar Bongo, ainsi que le compagnon de sa sœur, Pascaline Bongo, Jean Ping apparaît comme un homme « issu du même sérail » qu'Ali Bongo, mais parvient pourtant à rassembler autour d'un désir d'alternance à la tête de l'État,.
Le président sortant l'emporte par moins de six mille voix selon les résultats officiels, mais ces derniers sont rapidement remis en cause par l'opposition, qui accuse le pouvoir d'avoir eu recours à la fraude électorale,,. La province du Haut-Ogooué retient en particulier l'attention, les résultats officiels donnant un taux de participation de 99,93 % des inscrits contre 59,46 % au niveau national, avec 95,46 % de suffrages exprimés pour Ali Bongo contre 49,80 au niveau national,,.
La crise post-électorale se transforme rapidement en d'importantes violences opposant partisans de l'opposition et forces de l'ordre. Les premiers mettent notamment feu à l'Assemblée nationale dans la capitale Libreville, avant d'être dispersés par la garde républicaine qui tire à balles réelles. Plus de mille personnes sont arrêtées, tandis que le quartier général de Jean Ping est pris d'assaut à l'arme lourde en pleine nuit par des militaires. Les affrontements font au moins vingt-sept morts et des dizaines de disparus, et conduisent le gouvernement à procéder à une coupure totale d'internet, qui s'étend sur plusieurs semaines jusqu'au 5 septembre 2016,,,

### AVC d'Ali Bongo et tentative de coup d'État de 2019

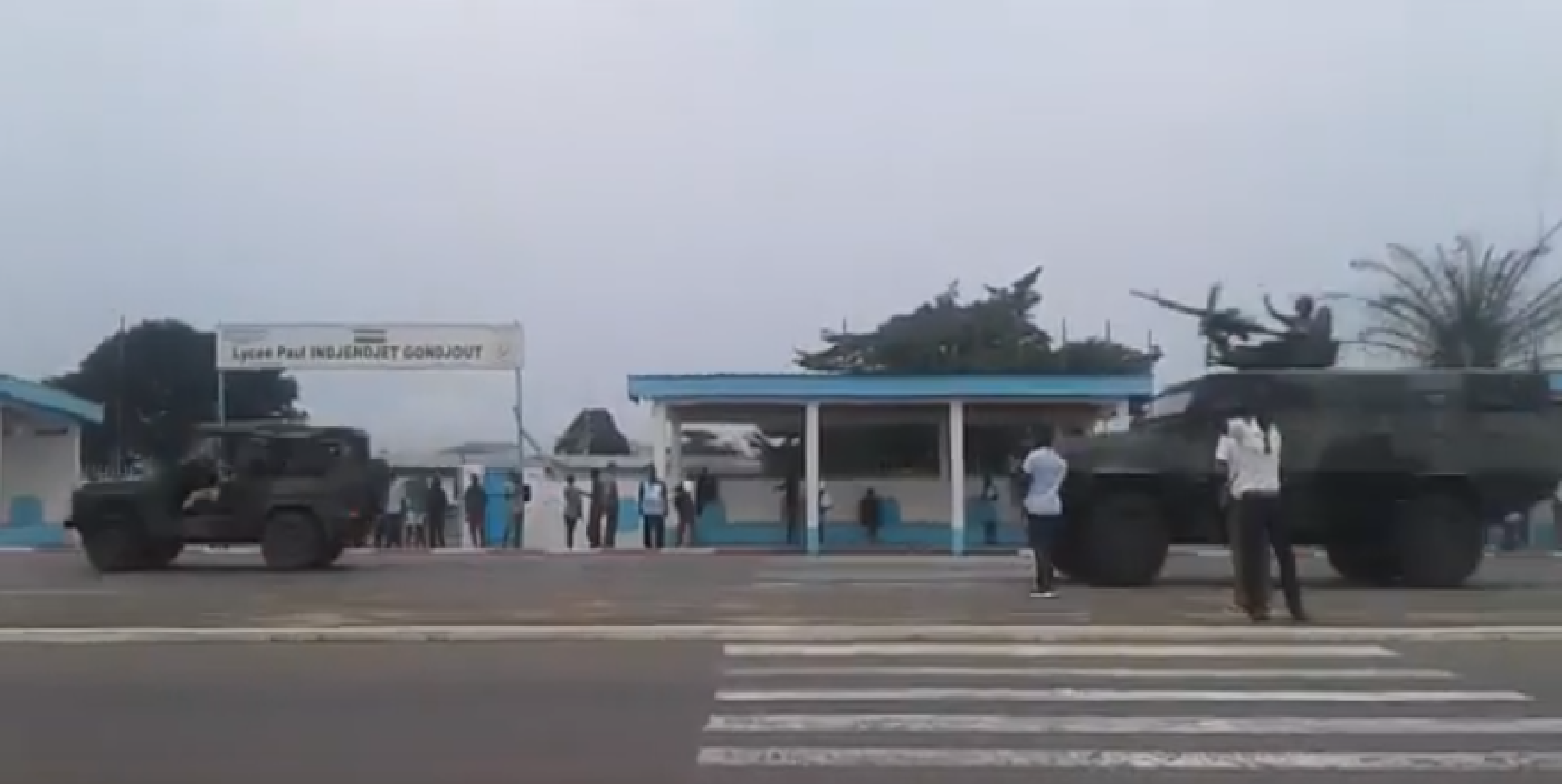
Véhicules de l'armée à Libreville lors de la tentative de coup d'État de 2019.

Ali Bongo est hospitalisé en octobre 2018 en Arabie saoudite, officiellement pour une « fatigue sévère » due à du surmenage, mais que de nombreux journaux de la presse internationale avancent être la conséquence d'un accident vasculaire cérébral,,. Après une hospitalisation de plus d'un mois à Riyad, Ali Bongo est transféré le 29 novembre 2018 à l'hôpital d’instruction militaire Mohammed V, à Rabat, au Maroc, qu'il quitte le 5 décembre pour poursuivre sa convalescence dans une résidence privée à Rabat. Prétextant une « lacune » dans la constitution, la Cour constitutionnelle — dirigée par Marie-Madeleine Mborantsuo — ajoute sur demande du Premier ministre Emmanuel Issoze Ngondet un alinéa à son article 13 permettant à ce dernier ou au vice-président Pierre Claver Maganga Moussavou d'exercer certaines des fonctions du président, dont la présidence du conseil des ministres.
Cette longue période d'hospitalisation et de convalescence hors du pays conduit à des débats quant à la nature de la transition politique à mettre en œuvre en cas d'incapacité du chef de l'État, tandis que de fausses annonces de son décès se multiplient et entretiennent la confusion. Le 7 janvier 2019, une unité de soldats de la garde républicaine dirigée par le lieutenant Ondo Obiang Kelly entre en mutinerie, prend brièvement le contrôle de Radio Gabon, déclare l'établissement d'un Conseil national de restauration et appelle au soulèvement. La tentative de coup d'État échoue le jour même, mais provoque un choc dans le pays, qui n'avait pas connu de telle tentative depuis le coup d'État de 1964,.
Le président rentre au Gabon du 14 au 15 janvier 2019 pour assister en fauteuil roulant à l'investiture du gouvernement, avant de retourner en convalescence à Rabat jusqu'à son retour définitif le 25 mars,,. L'incertitude quant aux capacités du chef de l'État à poursuivre son mandat suscite une lutte de pouvoir entre les différents hommes forts du Parti démocratique gabonais. La crise est résolue par une modification de la constitution en décembre 2020. Cette dernière prévoit ainsi qu'une éventuelle vacance du pouvoir soit résolue par la mise en place d'un triumvirat d'intérim composé du ministre de la Défense et des présidents des deux chambres du Parlement,.

### Situation en Afrique
Déstabilisés par la montée en puissance des groupes djihadistes, les pays francophones d'Afrique de l'Ouest sont touchés depuis plusieurs années par des coups d'État conduisant à la mise en place de juntes militaires au Mali, en Guinée, au Burkina Faso, et au Niger,.

### Réélection d'Ali Bongo en 2023

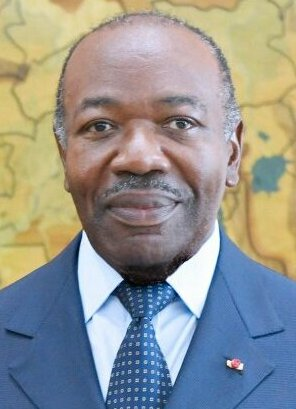
Ali Bongo en 2022.

À l'issue d'un congrès organisé en décembre 2022, le Parti démocratique gabonais (PDG) appelle son « candidat naturel » Ali Bongo à briguer un troisième mandat. Largement rapportée dans les médias mais restée l'objet d'un silence de la part du gouvernement, son AVC intervenu quatre ans plus tôt est alors évoqué par Ali Bongo en avril 2023 devant un congrès de militant du PDG réunis pour le lancement officiel de sa candidature,.
En face, l'opposition désigne l'indépendant Albert Ondo Ossa comme candidat commun d'Alternance 2023, la principale plate-forme d'opposition au gouvernement,.
L'élection présidentielle de 2023 marque un moment crucial dans la politique gabonaise. Elle se déroule en l'absence de médias étrangers, que le gouvernement refuse d'accréditer ou même de laisser entrer dans le pays. Le déroulement du scrutin est marqué par une organisation chaotique, qui voit des bureaux de vote n'ouvrir que dans l'après-midi — huit heures après l'horaire prévu — en raison de retards dans l'acheminement du matériel électoral. Les bulletins de votes en faveur du candidat Albert Ondo Ossa sont ainsi relevés manquants dans plusieurs bureaux de vote, où se trouvent au contraire ceux des candidats s'étant désistés en sa faveur. Cette situation amène l'opposition à accuser le gouvernement d'avoir délibérément saboté l'organisation du vote à des fins de fraude électorale,.
Accusant en retour l'opposition de propager des fausses informations et des appels à la violence, le gouvernement annonce dans la soirée l'instauration d'un couvre-feu de 19 h à 6 h, la fermeture des frontières du pays, et la coupure de l'accès à internet jusqu'à nouvel ordre,. La Haute autorité de la communication (HAC) interdit également aux médias France 24, RFI et TV5 Monde de diffuser dans le pays, ceux-ci se voyant reprocher un « manque d'objectivité et d'équilibre » dans le traitement de l'information. Le gouvernement déploie par ailleurs des forces de sécurité autour des domiciles de plusieurs dirigeants de l'opposition, dont Francky Meba Ondo, vice-président du mouvement REAGIR, qui est arrêté de manière arbitraire le 29 août sans qu'un motif ne soit fourni.
Le président du Centre gabonais des élections annonce finalement les résultats le 30 août à 3 h du matin, proclamant Ali Bongo élu avec 64 % des voix, devant Albert Ondo Ossa avec 30 %, pour un taux de participation de 56 %,,,.

## Déroulement

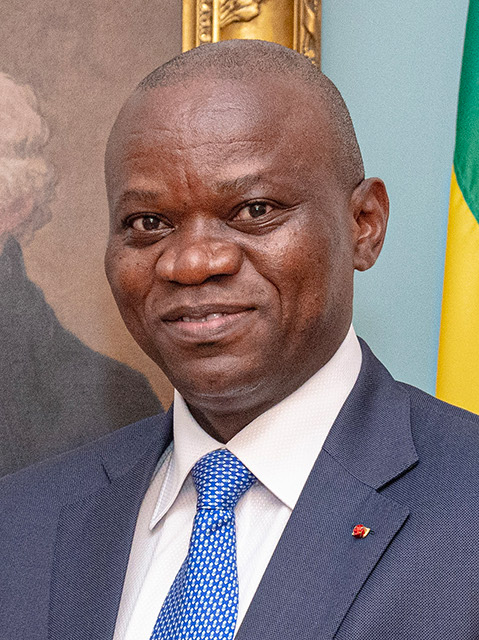
Brice Oligui Nguema

Le 30 août 2023, les forces armées gabonaises mettent en œuvre un coup d'État quelques minutes après la fin de l'annonce des résultats,.
Les forces militaires, dirigées par des officiers de haut rang dont le général Brice Oligui Nguema, chef de la garde républicaine, prennent le contrôle des principaux bâtiments gouvernementaux, des voies de communication et des points stratégiques de la capitale, Libreville. Lors d'une allocution télévisée sur Gabon Télévision, une dizaine de militaires annoncent la fin du régime en place et la dissolution des institutions, évoquant une « gouvernance irresponsable et imprévisible » qui a conduit à « une dégradation continue de la cohésion sociale, risquant de faire basculer le pays dans le chaos ». Qualifiant les résultats du scrutin de « tronqués », ils annoncent la mise en place d'un Comité pour la transition et la restauration des institutions (CTRI),. Des coups de feu sont entendus dans la capitale. Ali Bongo est placé en résidence surveillée. Son fils, Noureddin Bongo Valentin, est également arrêté pour, entre autres, haute trahison,,.
L'annonce du coup d'État suscite une liesse populaire à Libreville ainsi que dans d'autres villes dont Port-Gentil. Si Internet est rétabli, les militaires maintiennent les frontières fermées. À 14 h 20, Ali Bongo publie une vidéo dans laquelle il dit avoir été arrêté avec sa famille et être, pour sa part, détenu au palais présidentiel ; il appelle en anglais ses « amis » à « faire du bruit ». Le coup d’État reçoit cependant le soutien d'une large partie de la population, ainsi que de la majorité de l'opposition et même d'une partie de l'ancienne coalition au pouvoir,.
Plus tard dans la journée, le général Brice Oligui Nguema, chef de la junte, est désigné président de la Transition. Le 31 août 2023, la junte annonce que celui-ci sera assermenté le 4 septembre devant la Cour constitutionnelle. Le même jour, l'Union africaine suspend le pays de ses instances.
La coalition d'opposition Alternance 2023 adresse initialement ses remerciements à la junte militaire au nom de la « Patrie reconnaissante », appelle au dialogue avec l'armée, et lui demande de reprendre le dépouillement des voix, son porte-parole Mike Jocktane affirmant que celle-ci a été témoin de « la large victoire du professeur Albert Ondo Ossa ». Confronté au refus des militaires de rendre immédiatement le pouvoir aux civils, ce dernier qualifie le putsch de « révolution de palais » permettant au clan Bongo de se maintenir au pouvoir, Oligui étant un cousin du président déchu, sa mère faisant partie de la famille Bongo.
Plusieurs personnalités sont arrêtées lors du coup d'État : Noureddin Bongo Valentin, fils du président, ancien coordinateur des Affaires présidentielles et directeur de la campagne. Ian Ghislain Ngoulou, ancien directeur de cabinet de Noureddin Bongo Valentin. Abdul Oceni, directeur de cabinet adjoint d'Ali Bongo. Jessye Ella Ekogha, conseiller spécial et porte-parole d'Ali Bongo. Steeve Nzegho Dieko, secrétaire général du Parti démocratique gabonais, et Cyriaque Mvourandjami, directeur du cabinet politique d'Ali Bongo.

## Suites
Le 4 septembre, Brice Oligui Nguema prête serment au Palais du bord de mer de Libreville en tant que président de la Transition, en présence des juges de la Cour constitutionnelle, et du Premier ministre, de la vice-présidente et des présidents des deux chambres parlementaires sortants.
Lors de son discours d'investiture, il promet de rendre le pouvoir aux civils lors d'élections « libres, transparentes, crédibles et apaisées », mais après une transition dont il ne précise pas la durée, au cours de laquelle il annonce vouloir organiser un référendum sur une nouvelle constitution, afin d'établir des institutions « plus démocratiques » et « respectueuses des droits humains »,.
Le 7 septembre, il nomme Raymond Ndong Sima Premier ministre de la transition. Le 11 septembre, il nomme l'ancien ministre de l'Intérieur et membre du Parti démocratique gabonais Jean-François Ndongou, à la présidence de l'Assemblée nationale de transition et Paulette Missambo, présidente de l'Union nationale et figure d'Alternance 2023, à la présidence du Sénat.
Le 19 octobre, Brice Oligui Nguema renonce aux privilèges qu'offre son statut de président de la République, et notamment au salaire présidentiel et de se contenter de son salaire de militaire.
Le 8 mars 2024, Brice Clotaire Oligui Nguema prend un décret. organisant une conférence nationale du 2 au 30 avril, chargée de préparer la nouvelle Constitution.

## Réactions de la communauté internationale

### Pays étrangers
- Chine : La Chine appelle le Gabon à « garantir la sécurité » du président Ali Bongo et à « agir dans l’intérêt du peuple gabonais »[76].
- France : La Première ministre Élisabeth Borne déclare le suivi « avec la plus grande attention » de la situation au Gabon par la France[77], tandis que le porte-parole du gouvernement Olivier Véran annonce que la France condamne le coup d’État[78] et appelle au respect des résultats des élections[79].
- Russie : Le porte-parole du Kremlin, Dmitri Peskov déclare : « La situation au Gabon engendre une préoccupation profonde, nous observons ce qui se passe là-bas »[80].

### Organisations supranationales
- Commonwealth : Le secrétaire général du Commonwealth, Patricia Scotland, estime qu'il s'agit « d’une prise de pouvoir illégale » et rappelle : « La Charte du Commonwealth stipule clairement que les États membres doivent respecter l’état de droit et les principes de la démocratie à tout moment ». Alors que le Gabon a rejoint le Commonwealth un an seulement auparavant, la question de la suspension du pays de l'organisation est également évoquée[81].
- Union africaine : Le président de la Commission de l'Union africaine, Moussa Faki, « appelle l'armée nationale et les forces de sécurité à s'en tenir strictement à leur vocation républicaine, à garantir l'intégrité physique du président de la République »[82].